# Titanotrichum oldhamii
Titanotrichum oldhamii är en tvåhjärtbladig växtart som först beskrevs av Hemsley, och fick sitt nu gällande namn av Soler.. Titanotrichum oldhamii ingår i släktet Titanotrichum och familjen Gesneriaceae. Inga underarter finns listade i Catalogue of Life.

## Bildgalleri

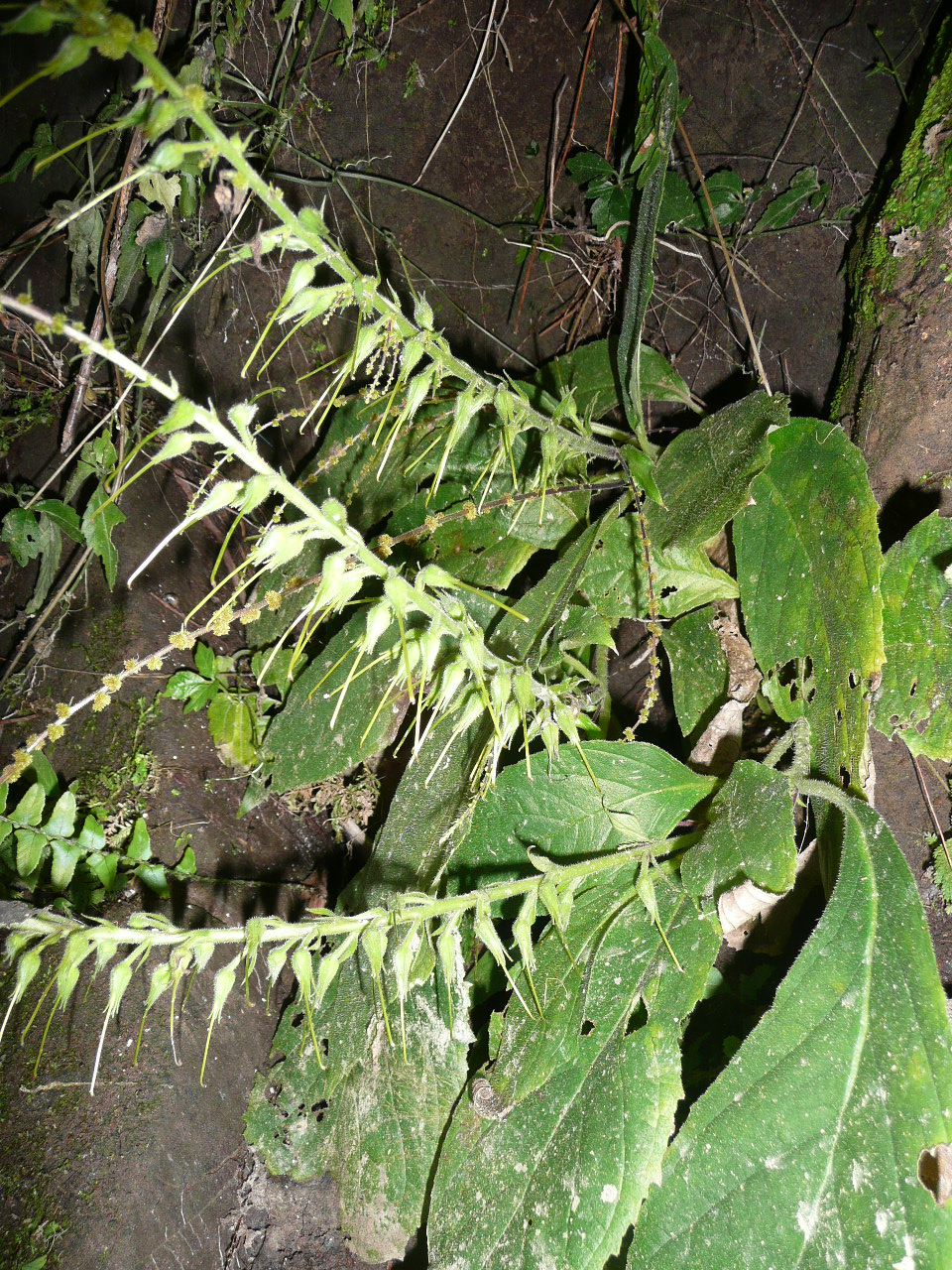
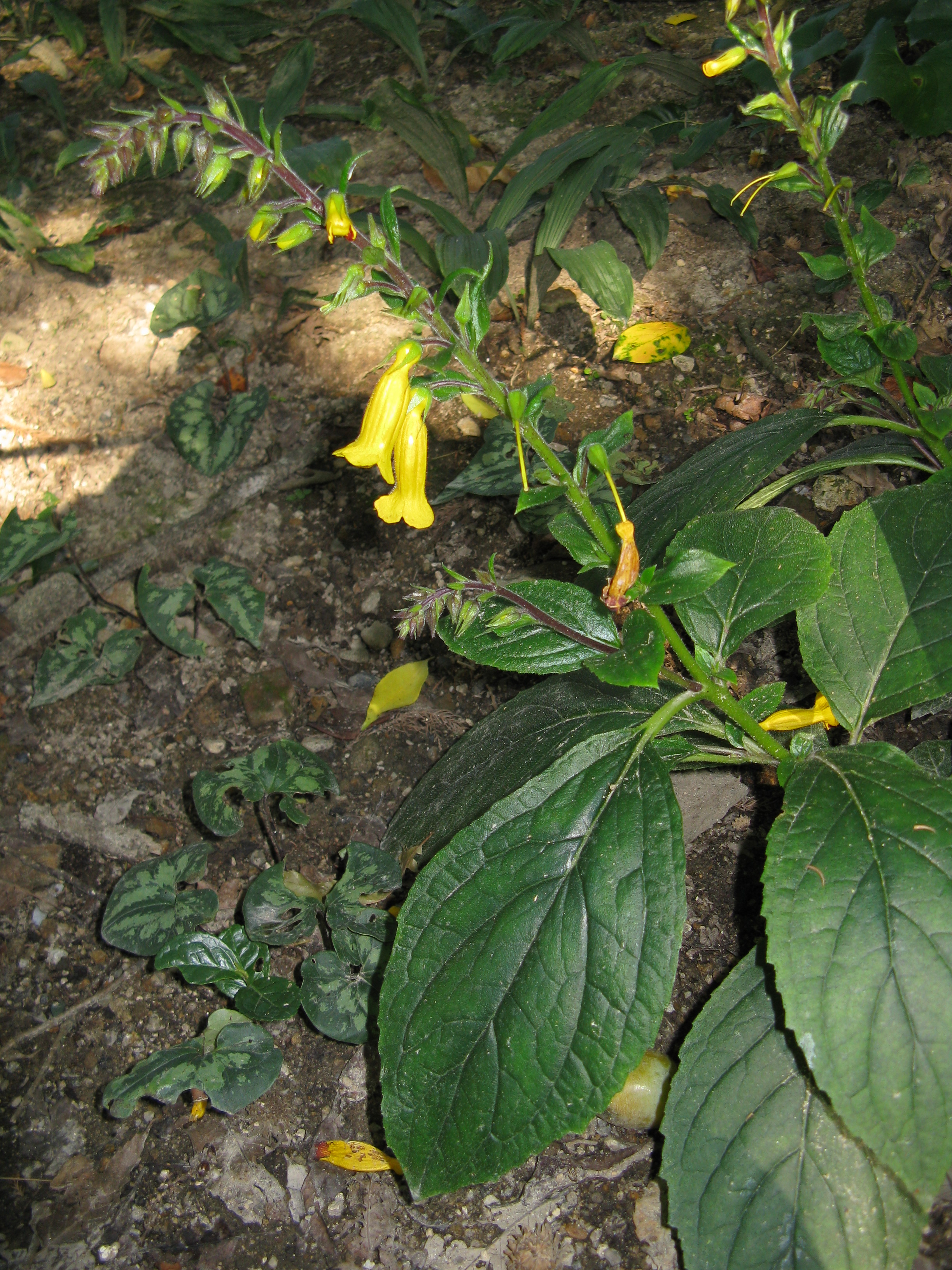
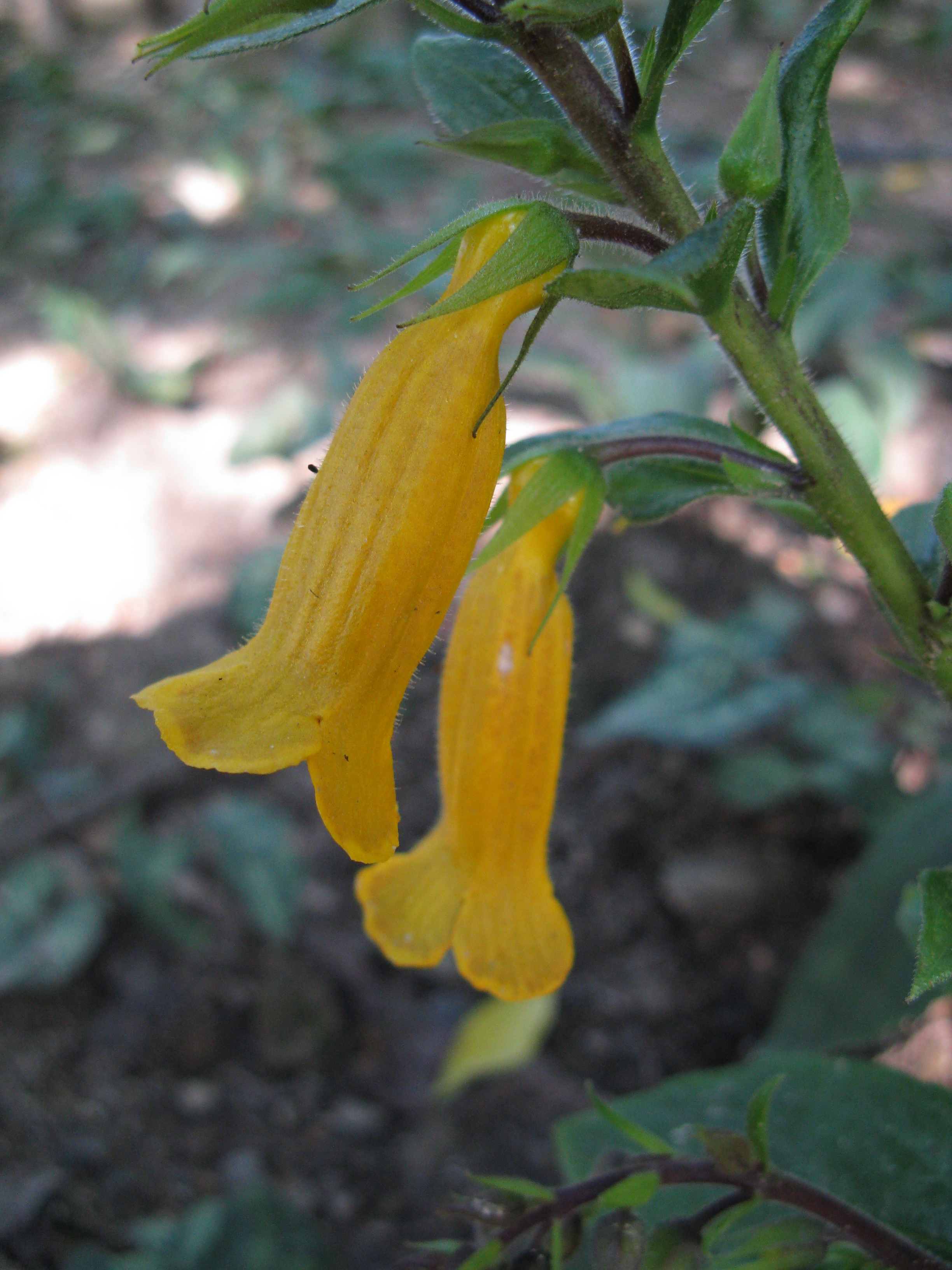